# Lanesborough
Lanesborough – miasto w Stanach Zjednoczonych, w stanie Massachusetts, w hrabstwie Berkshire.